# Ethel Schwabacher
Ethel Schwabacher   (Nova York, 20 de maig de 1903 - Nova York, 25 de novembre de 1984) va ser una influent pintora expressionista abstracta, representada per Betty Parsons. Galeria als anys 50 i 60. Va ser una protegida i primera biògrafa d’Arshile Gorky, i amiga de molts dels pintors destacats de Nova York en aquella època, com Willem de Kooning, Richard Pousette-Dart, Kenzo Okada i José Guerrero. També va ser autora d'una monografia sobre l'artista John Charles Ford i d'unes memòries, Hungry for Light.

## Biografia
Schwabacher va néixer a Nova York el 1903. La seva família es va traslladar a Pelham el 1908, on va començar a pintar al seu jardí. Va assistir a l'escola Horace Mann i als 15 anys es va matricular a la Art Students League de Nova York. També va estudiar escultura a la National Academy of Design fins al 1921. Durant el 1921, Arnold Genthe li va fer diverses fotografies. Després del seu aprenentatge de talla en pedra amb l'escultora Anna Hyatt Huntington, el 1927 Schwabacher va abandonar l'escultura i es va matricular a la classe de pintura de Max Weber a la Art Students League. Aquell any va conèixer Arshile Gorky, amb qui va desenvolupar una amistat duradora.
Va viure a Europa del 1928 al 1934. Ella i Gorki van fer estudis independents junts entre 1934 i 1936. Gorki la va introduir en l'automatisme. Es va inspirar en les abstraccions biomòrfiques i les formes eròtiques de Gorki. A la dècada del 1930 va començar a explorar el seu propi subconscient, combinant l'automatisme amb les formes abstractes, fent referència a la natura. Schwabacher sovint interconnectava temes de la dona, el part i els nens.
El 1934, es va casar amb el destacat advocat d'entreteniment Wolf Schwabacher i va tenir dos fills: Brenda Webster, crítica i novel·lista nord-americana; i Christopher Schwabacher, advocat a Nova York. El seu cosí George Oppen, un poeta objectivista que va guanyar el premi Pulitzer, també va viure a Nova York als anys trenta.
Després de la prematura mort del seu marit, va expressar els seus traumes personals a través d'una sèrie de pintures figuratives basades en mites grecs. Va morir el 25 de novembre de 1984.
L'obra de Schwabacher s'inclou a les col·leccions del Metropolitan Museum of Art, el Whitney Museum of American Art, el Solomon R. Guggenheim Museum, el Jewish Museum, el Brooklyn Museum of Art i la Rockefeller University de Nova York. La seva obra s'ha exposat a diverses galeries, com ara l’Anita Shapolsky Gallery, la Betty Parsons Gallery i la Green-Ross Gallery de la ciutat de Nova York.
El 2023 la seva obra es va incloure a l'exposició Action, Gesture, Paint: Women Artists and Global Abstraction 1940-1970 a la Whitechapel Gallery de Londres.
El 2023, la Berry Campbell Gallery de Nova York va presentar Woman in Nature (Paintings From the 1950s), la primera exposició individual de l'artista a Nova York en 30 anys.

## Temes
Igual que la seva contemporània expressionista abstracta Lee Krasner, el treball de la qual va ser llançat a l'ombra del seu marit fins a la seva mort, l'obra de Schwabacher és un exemple de la política de gènere en l'art, ja que a les seves obres se li atribueix contínuament el seu paper de dona, dona i mare.
Es diu que la seva al·lusió als temes i mites grecs de la sèrie Odes va ser influenciada per la mort del seu marit, però aquesta afirmació no té en compte el seu interès pel moviment surrealisme.
Utilitza pinzellades soltes i colors atrevits per explorar temes centrals del moviment expressionista abstracte: la psicologia freudiana, els estats onírics i l'inconscient.